# Người Đức
Người Đức (tiếng Đức: Deutsche) là khái niệm để chỉ người thuộc sắc tộc Đức (bao gồm người Áo), có cùng văn hóa và nguồn gốc, nói tiếng Đức là tiếng mẹ đẻ. Trong tiếng Việt, người Đức còn được dùng để chỉ những người có quốc tịch Đức, dù họ không có sắc tộc Đức (những người nước ngoài nhập cư vào Đức).
Ngoài khoảng 100 triệu người nói tiếng Đức là ngôn ngữ mẹ đẻ thì còn có khoảng 80 triệu người trên thế giới tự coi là người Đức. Ngoài ra còn có khoảng 70 triệu người gốc Đức (chủ yếu ở Hoa Kỳ, Brazil, Ý, Pháp và Canada), những người này không nói tiếng Đức là ngôn ngữ chính nhưng vẫn nhận họ có gốc Đức. Do vậy, dân số người Đức trên thế giới ước lượng vào khoảng từ 75 tới 160 triệu người. Tại Hoa Kỳ, trong cuộc điều tra dân số năm 2000, có 15% dân số Mỹ nhận họ là người Đức, nhiều hơn bất cứ nhóm tộc người nào khác. Người Đức cũng là dân tộc bản địa tại Áo.
Trong lịch sử, người Đức đã mang lại cho loài người những thành tựu lớn về khoa học, văn học, triết học, âm nhạc và mĩ thuật. Những tác phẩm văn chương, kịch nghệ Đức cận đại như Götz von Berlichingen, Faust hay Der zerbrochne Krug đều trở nên bất hủ. Ngay từ buổi đầu lịch sử, người Đức đã trở nên nổi tiếng, với công cuộc đấu tranh chống sự xâm phạm của người La Mã. Những thành tựu ban đầu đó đã mở đường cho dân tộc Đức trở thành một dân tộc lớn mạnh. Trong suốt chiều dài lịch sử đầy biến động của dân tộc, cả dân tộc Đức đã có thời bị chia cắt, trước khi đất nước được nhất thống vào năm 1871 dưới thời Đế quốc Đức. Trong ngành sử học, người Đức cũng có những tên tuổi lỗi lạc như Leopold von Ranke, Heinrich von Treitschke,... Người Đức còn có nhiều danh nhân lỗi lạc về tôn giáo, chính trị, quân sự như Martin Luther, Friedrich II Đại Đế, Karl von Clausewitz, Otto von Bismarck, hay Gustav Stresemann.... Cho đến nay, dân tộc Đức vẫn đóng vai trò quan trọng trong tình hình thế giới.

## Từ nguyên
Tên gốc của dân tộc Đức trong tiếng họ là Deutsche, xuất phát từ từ ngữ tiếng Thượng German cổ diutisc (chuyển ngữ từ diot "tộc người"), chỉ đến "ngôn ngữ của dân tộc" trong tiếng German cổ.
Tên tiếng Anh là "Germans" bắt đầu được sử dụng khi danh tướng La Mã Julius Caesar đặt tên này cho người Đức, lấy từ một từ ngữ tiếng Gô-lơ chỉ dân tộc sống ở phía đông sông Rhine, hình như có nghĩa là "dân lân bang".

## Lịch sử

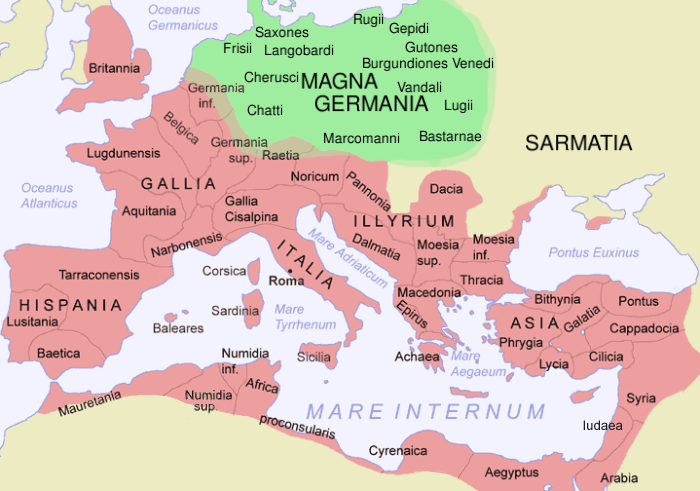
Bản đồ Đế quốc La Mã và miền Germania, gọi là Đại Germania, vào đầu thế kỷ thứ 2.

Người Đức là một dân tộc German, là một tộc người thiểu số vươn lên trong thời kỳ Trung Cổ. Trong Đế quốc La Mã Thần thánh đa sắc tộc, Hòa ước Westfalen (1648) đã vạch ra một vùng đất là nước Đức ngày nay.
Trong lịch sử nhân loại, người Đức đã có truyền thống hào hùng từ thuở xa xưa mơ hồ, khi tù trưởng Hermann lãnh đạo nhân dân đánh bại cuộc xâm lược của người La Mã trong trận đánh khốc liệt trong rừng Teutoburg vào năm 9, diệt gọn ba binh đoàn Lê dương La Mã. Nhờ đó, người Đức đã hoàn thành công cuộc đấu tranh buổi đầu giải phóng dân tộc và dần dần dựng xây nền văn hóa riêng của mình. Qua cuốn sử "Germania" của nhà sử học Tacitus người La Mã, chúng ta biết rằng từ thời kỳ cổ đại, người Đức đã trở thành một dân tộc dũng mãnh, ngoan cường, có tinh thần thượng võ. Chính tại nước Đức, ngọn lửa của phong trào tôn giáo Kháng Cách đã được vị thầy tu Martin Luther - người anh hùng "Hercules trên đất Đức" hoặc là "chim sơn ca trên đất Đức" - thổi lên vào năm 1517, mở đầu cho một dân tộc Đức vững chắc, đoàn kết và thống nhất.

## Người Đức có thêm quốc tịch khác
Theo điều tra dân số vào ngày 9.5.2011 thì 4,3 triệu người Đức có thêm một quốc tịch khác, trong đó 690.000 có quốc tịch Ba Lan, 570.000 quốc tịch Nga, 530.000 quốc tịch Thổ Nhĩ Kỳ.